# 복성군
복성군 이미(福城君 李嵋, 1509년 11월 7일(음력 9월 15일) ~ 1533년 6월 28일(음력 5월 26일))은 조선의 왕자이다. 중종의 장남이자 서장남으로 경빈 박씨소생이다. 생모인 경빈 박씨 등이 그를 왕위 계승자로 올리려 하다가 도리어 김안로의 무고를 받고 사형 집행되었다. 이복 동생인 인종에 의해 복권되었다.
조선 제11대 임금 중종의 서자이자 서장남이다. 생모는 경빈 박씨(敬嬪 朴氏)이며, 정부인은 군부인 파평 윤씨이다. 후일 이복 동생 덕흥군의 3남 하성군을 사후 양자로 정했으나, 입승대통하여 다시 이복 동생 해안군의 6남인 오강군 이건을 양자로 삼았다. 그러나 오강군도 적자녀가 없어 1580년 의안군이 사후 양손자로 지명되었다가 나중에 신성군로 바꾸었다. 신성군은 적자녀 없이 사망하여 정원군의 3남 능창군을 입양했다가 능창군이 광해군 때 신경희의 옥사에 연루되어 사사되자 다시 선조의 서9남인 경창군의 3남 평운군을 입후하였다. 본관은 전주(全州), 이름은 미(嵋), 초명은 학수(鶴壽), 시호는 정민공(貞愍公)이다.

## 생애

### 생애 초기
1509년 9월 28일(음력 9월 15일)에 당시 숙의였던 박씨의 소생으로 태어났다. 어릴 때 이름은 학수(鶴壽)이다. 본래의 작호는 서성군(瑞城君)이었으나 1517년 복성군으로 개봉되었다. 후에 현감 증 찬성 윤인범(尹仁範)의 딸과 혼인하였다. 중종은 특별히 여희림(呂希臨)을 왕자사부로 임명하여 그에게 학문을 가르치게 하였다.
출궁 후 1518년(중종 13년) 6월 중종은 자신이 즉위 전에 살던 집을 복성군에게 내려주고, 다시 증축을 시켜주었다. 사간원이 과분한 대접이라고 논박하였지만 중종은 듣지 않았다.
복성군은 입궐하여 주안상이 나올 때, 누군가 술잔을 권하면 술을 마시고 술잔을 자신의 도포자락에 넣어버려 사람들은 다시 다른 술잔을 가져다 따라서 주고 했다.

### 작서의 변과 최후
장경왕후가 원자를 낳고 죽은 뒤 경빈 박씨는 아들을 세자로 책봉시키려는 야망을 가졌다. 마침 1527년 세자의 생일에 쥐를 잡아 사지와 꼬리를 자르고 입‧귀‧눈을 불로 지져서 동궁의 북정 은행나무에 걸어 세자를 저주한 사건이 일어났다. 이때 경빈 박씨가 혐의를 받아 작호를 빼앗기고 폐서인이 되어 상주의 본가로 내쳐졌다. 이때 경빈 처소의 시녀들은 수십 차례의 고문을 당하고 자백을 종용당한다. 복성군도 군호를 삭탈당하였다.
복성군은 충청도 태안으로 유배되었으나 그곳에서 자숙하지 않고 솔개 수십 마리를 잡아서 다리에 헝겊을 붙들어 매어 날려보냈다. 헝겊에는 '이 솔개는 날아다니는 곳은 모두 내 땅이며 그곳 백성은 모두 나의 백성이다'라고 적어놓았다. 한편 유배소에서도 그는 충청도 이남에서 오는 공납물자를 빼앗아 압수하기도 하였다. 결국 김안로 등에게 빌미를 잡혀 다시 배소가 옮겨져, 경상북도 상주로 이배되었다.
한편 복성군의 처벌을 반대하던 의정부영의정 정광필은 복성군을 옹호했다는 이유로 영의정에서 해임되었고, 복성군을 가르쳤던 왕자사부 여희림 등도 복성군에 연루시켜 유배되었다. 한편 세자인 인종은 원망하지 않고 그를 석방해달라는 상소를 부왕 중종에게 올리기도 했고, 복성군의 어린 딸과 두 여동생에게 자비를 청하는 상소를 올리기도 하였다.
1533년 어머니 경빈 박씨가 사사된 뒤 조정에서 여러 차례에 걸쳐 복성군의 제거를 주장했으며 이를 거부하던 중종도 결국 복성군의 사사 주청을 받아들였다. 1533년 6월 18일(음력 5월 26일) 사사되었다.

### 사후
복성군이 사사된 뒤, 두 누이 혜순옹주와 혜정옹주도 작호가 박탈되어 폐서인되었으며 혜순옹주의 남편 광천위 김인경은 유배되었다. 하지만 김안로의 아들 김희가 사건을 조작한 진범으로 밝혀져 신원되었다.
명종은 복성군의 후사로 덕흥군의 3남 하성군을 세웠었다. 그러나 하성군이 왕통을 계승하여 명종의 후계자로 왕이 되자 해안군 이기의 여섯째 아들 오강군 이건을 양자로 정했고, 오강군도 아들이 없자 선조는 다시 복성군의 후사로 1580년 의안군을 지명하였다. 그러나 선조는 뒤에 다시 신성군을 복성군의 봉사손으로 정했다.
그러나 선조는 생부 덕흥군 이초는 대원군으로 추존했어도 양아버지격인 복성군은 추존하지 않았다.
묘소는 경기도 양주군 접동면 궁동리(현, 남양주시 진접읍 연평리 33-47 또는 연평리 362) 산 봉화언덕(烽火峴) 병좌에 조성되었다. 복성군의 부인 파평윤씨의 묘는 양주 접동면 궁동리 능동(陵洞) 부락 자좌에 안장되었다. 인종 즉위 후 복권되면서 합장되었다. 이때 인종의 명으로 황준량(黃俊良) 등의 관료들이 만시를 짓기도 했다.

## 가족 관계
- 부왕 : 중종(中宗, 1488 ~ 1544)
- 생모 : 경빈 박씨(敬嬪 朴氏, ? ~ 1533)
  - 동생 : 혜순옹주(惠順翁主, 1512 ~ 1583)
  - 동생 : 혜정옹주(惠靜翁主, 1514 ~ 1580)
  - 정부인 : 군부인 파평 윤씨(郡夫人 坡平 尹氏, ?년 7월 19일 ~ 1530년 8월 10일) - 윤인범(尹仁範)의 딸
    - 딸 : 이운환(李雲環)[7]

  - 사위 : 전주 최씨 최예수(崔禮秀)
    -       - 손자 : 최기(崔玘)
      - 손자 : 최무(崔珷)

    - 양자 : 하성군 - 입승대통으로 인한 파양[8]

  - 양자 : 오강군(烏江君) 이건(李鍵, 1560 ~ 1648) - 이복 남동생 해안군의 6남
    - 양손자 : 의안군(義安君) 이성(李珹, 1577 ~ 1588) - 선조의 3남
    - 양손자 : 신성군(信城君) 이후(李珝, 1579 ~ 1592) - 선조의 4남

## 기타
양자로 입양된 오강군 이건 역시 적자가 없어 의안군을 양손자로 지명했다가 다시 신성군 이후를 양손자로 입양했다. 그러나 신성군 이후는 아들이 없어, 다시 이복동생이자 선조의 서9남 경창군 이주의 셋째 아들 평운군 이구를 양자로 들였다.

## 대중문화에 나타난 복성군
- 오승윤, 2001년~2002년, 《여인천하》 (SBS)
- 안홍진, 2001년~2002년, 《여인천하》 (SBS)

## 같이 보기
- 경빈 박씨
- 김안로
- 작서의 변